# بوب ويبستر
بوب ويبستر (بالإنجليزية: Bob Webster) هو غطاس أمريكي، ولد في 25 أكتوبر 1938 في بيركيلي في الولايات المتحدة.

## وصلات خارجية
- بوب ويبستر على موقع الاتحاد الدولي للسباحة (الإنجليزية)
- بوب ويبستر على موقع قاعة مشاهير السباحة العالمية (الإنجليزية)
- بوب ويبستر على موقع اللجنة الأولمبية الدولية (الإنجليزية)
- بوب ويبستر على موقع أوليمبيديا (الإنجليزية)